# タマンネガラ
タマンヌガラ国立公園は、マレーシアにある国立公園である。マレー半島中部に位置し、約1.3億年前から続くとされる広大な熱帯雨林や同半島の最高地点であるタハン山（2,187メートル）が含まれる。マレーバクやトラ、アジアゾウなどの各種大型哺乳類、サイチョウなど約250種の野鳥、約300万種の昆虫などが生息する。

## 概要
タマンヌガラ国立公園はマレーシアのティティワンサ山脈に1938 - 1939年にジョージ5世国立公園として設置された。インドネシア独立後にマレー語で国立公園を意味するTaman Negaraに改名された。タマンヌガラの総面積は4,343平方キロメートルで、1.3億年以上の歴史を持つ世界最古の熱帯雨林との評判がある。タマンヌガラはパハン州、クランタン州、トレンガヌ州に跨り、それぞれの州で同様の内容の法律で管理されている。2,477平方キロメートルがパハン州に、1,043平方キロメートルがクランタン州に、853平方キロメートルがトレンガヌ州に存在する。
タマンヌガラはマレーシアの有名なエコツーリズムの目的地として開発されてきた。地学的、生物学的見所が幾つか園内に存在する。タハン山はマレー半島の最高地点であり、クアラタハンやメラポーが登山客の出発地点として用いられている。タマンヌガラはマレートラやカニクイザル、スマトラサイ、ガウル、アジアゾウ等の貴重な哺乳類の生息地である。同様にセイランやセキショクヤケイ、エボシクジャク等の鳥類も見られる。タハン川は大型のコイの一種で競技釣種のマフシール（マレー語ではikan kelah）の保護のために保全されている。クアラタハン（パハン州公園本部）近くに林冠の歩道やグアテリンガ（洞窟）、ラタベルコー（早瀬）等がある。訪問者は熱帯雨林や鳥の観察、ジャングル探検（例：テノルレンティス）やタハン川の風景が楽しめる。全ての入園者は「マレーシア半島野生生物・国立公園局」から許可を得る必要がある。

## 交通
マレー鉄道(KTM)の都市間特急がジェラントゥット駅で止まる。タマンヌガラ訪問者はここで降りるのが良い。地元の旅行会社がクアラルンプールからクアラタハンの公園入口までの交通を手配している。これは3時間のバス旅行と2時間半の川下りを含む。入園許可と公園旅行はよくまとめて手配される。クアラルンプール発タマンヌガラ行の公共バスは中華街やセリアホテルの隣の店、フラマホテルの前、ブルジャヤ・タイムズ・スクエア・ホテルの200m左から発車する。

## 参考資料
- (英語)
- (英語)
- (英語)